# 赫利博凱 (伊凡諾-法蘭科夫斯克州)
48°49′19″N 24°25′10″E / 48.82194°N 24.41944°E
赫利博凱（羅馬化：Hlyboke）是烏克蘭西部的村莊，隸屬伊萬諾-弗蘭科夫斯克州的伊萬諾-弗蘭科夫斯克區。該村面積37平方公里，海拔高度388米，2001年人口1,512，人口密度每平方公里40.9人。